# Угљенични челик
Угљенични челик је метална легура, комбинација два елемента, гвожђа (Fe) и угљеника (C), гдје су остали елементи присутни у таквим односима да не утичу на особине легуре. Од легирајућих елемента, у угљеничном челику једино су дозвољени: магнезијум (максимално 1,65%), силицијум (максимално 0,60%) и бакар (максимално 0,60%). Челик са ниским садржајем угљеника има исте особине као гвожђе. Како се садржај угљеника повећава, метал постаје тврђи и чвршћи, али мање дуктилан и тежи за заваривање. Висок садржај угљеника снижава тачку топљења челика, као и, генерално, његову температурну отпорности.

## Врсте угљеничног челика
Типични садржаји угљеника су:
- Нискоугљенични челик: отприлике 0,05 до 0,29% садржаја угљеника (нпр. челик AISI 1018). Нискоугљенични челици имају релативно ниску вриједност затезне чврстоће, али су јефтини и ковни; површинска чврстоћа се може повећати путем карбуризације.
- Челик са средњим садржајем угљеника: отприлике 0,30 до 0,59% садржаја угљеника (нпр. челик AISI 1040). Посједује добру и дуктилност и чврстоћу, те је јако отпоран на хабање; користи се за велике дијелове.
- Високоугљенични челици: отприлике 0,6 до 0,99% садржаја угљеника. Врло чврст, те се користи за опруге и жице високе чврстоће.
- Ултра високоугљенични челик: отприлике 1,0 до 2,0% садржаја угљеника. Ови челици се термално обрађују до веома високо чврстоће. Користе се у посебне сврхе: за ножеве, осовине и бушилице. Већина челика са преко 1,2% садржаја угљеника се праве методама прашкасте металургије, те обично спадају у категорију високо легираних угљеничних челика.

Челик се може термално обрађивати, што омогућава да се дијелови производе док су још у меком стању. Ако је присутно довољно угљеника, легура може очврснути, те се тако повећава јачина, отпорност за хабање, као и отпорност на удар. Челици се обрађују и методом хладног ваљања, тј. обликовање метала путем деформација на ниској метастабилној температури.

## Металургија
Нискоугљенични челик је најчешћи облик челика, јер је његова цијена релативно ниска, а материјалу даје особине које су прихватљиве за многе примјене. Нискоугљенични челик има ниски садржај угљеника (до 0,3% C), те због тога није екстремно ни крхак нити дуктилан. Ковљив постаје када се загрије. Користи се када су потребне велике количине челика, нпр. као конструкциони челик. Густоћа овог метала је 7.861,093 kg/m³ (0,284 lb/in³), затезна чврстоћа је максимално 500 MPa (72.500 psi), а Јунгов модул еластичности му износи 210 GPa.
Угљенични челици, који добро подносе термалну обраду, имају садржај угљеника у распону од 0,30 до 1,70%, у зависности од тежине. Трагови разних других елемената могу имати значајан ефект на квалитет резултујућег челика. Трагови сумпора сматрају се нечистоћом у челику. Нисколегирани угљенични челик, као што је A36, садржи око 0,05% сумпора, а топи се на око 1426 до 1538 °C (2600–2800 °F). Магнезијум се често додаје како би се побољшала чврстоћа нисколегираних угљеничних челика. Ови додаци чине материјал нисколегираним челиком по неким дефиницијама, али AISI-ева дефиниција угљеничних челика дозвољава до 1,65% магнезијума, у зависности од тежине.
Очврснути челик или каљени челик се обично односи на нагло хлађени челик (наглим хлађењем побољшавају се особине чврстоће).

## Термална обрада
Сврха термалне обраде угљеничног челика је промјена механичких особина челика, најчешће дуктилности, чврстоће јачине и отпорности на удар. Важно је напоменути да се благо промијене и електрична и термална проводљивост. Код већине техника за очвршћавање челика, модул еластичности (Јунгов модул еластичности) никада се не мијења.
- Сфероидизација: Сфероидит се формира када се угљенични челик загрије на отприлике 700 °C на преко 30 сати. Сфероидит се може формирати и при нижим температурама, али потребно вријеме за то драстично се повећава, пошто је то дифузиони процес. Резултат је структура од иглица или сфера цементита унутар примарне структуре (ферит или перлит, у зависности са које је стране еутектоид који посматрате). Сврха му је да омекша високоугљеничне челике, те да омогући лакше обликовање. Ово је најмекша и најдуктилнија форма челика. Слика изнад показује гдје се сфероидизација најчешће одвија.
- Потпуно каљење: Угљенични челик се загријава за око 40 °C више од Ac3 или Ac1 за 1 сат; ово осигурава да се сав ферит трансформише у аустенит (иако се цементит може одржати ако је садржај угљеника већи од еутектоида). Челик се, затим, мора полако хладити, за 38 °C (100 °F) по сату. Најчешће се хлади заједно са пећи, гдје се пећ угаси са челиком који је још унутар ње. Ово резултује грубом перлитном структуром. Потпуно каљени челик је мекан и дуктилан. Само сфероидизирани челик је мекши и дуктилнији.
- Нормализација: Угљенични челик се загријава за око 55 °C више од Ac3 или Acm на 1 сат; ово омогућава да се челик у потпуности трансформише у аустенит. Челик се, затим, хлади зраком, са опадањем температуре за 38 °C (100 °F) по минути. Ово резултује фином, униформном перлитном структуром. Нормализовани челик има већу јачину од каљеног челика; има релативно високу јачину и дуктилност.